# Presidenza di John Adams
La presidenza di John Adams ebbe inizio il 4 marzo 1797 con la cerimonia d'insediamento del presidente degli Stati Uniti d'America e si concluse il 4 marzo 1801. Adams, che aveva servito in qualità di vicepresidente nel corso della presidenza di George Washington, divenne il secondo presidente degli Stati Uniti dopo avere vinto le elezioni presidenziali del 1796.
Unico membro nella storia del Partito Federalista ad essere eletto alla presidenza, la sua amministrazione si concluse dopo un solo mandato a causa della sconfitta subita alle elezioni presidenziali del 1800. Gli succedette il suo vice Thomas Jefferson, esponente di punta del Partito Democratico-Repubblicano.
Quando Adams entrò in carica, le guerre rivoluzionarie francesi stavano causando gravi difficoltà ai mercantili statunitensi in alto mare e suscitavano al contempo un acceso dibattito tra i sostenitori delle diverse correnti politiche a livello nazionale. Il suo mandato fu caratterizzato da uno stato di "quasi-guerra", una belligeranza non dichiarata contro la Prima Repubblica francese combattuta principalmente nell'arcipelago dei Caraibi.
Il conflitto nacque principalmente dal cosiddetto "affare XYZ", scoppiato durante il primo anno della presidenza, che aveva le sue radici nello stato turbolento delle relazioni franco-americane dopo lo scoppio della rivoluzione francese nel 1789. Nel 1798, le ripetute aggressioni contro le spedizioni mercantili statunitensi fecero aumentare di conseguenza la possibilità di un'entrata in guerra degli Stati Uniti d'America contro i rivoluzionari francesi.
Adams impartì personalmente un'espansione della Marina militare statunitense e la creazione susseguente del Dipartimento della Marina che la gestisse. Le crescenti spese che ne seguirono richiesero un aumento del gettito federale e il Congresso approvò in tal senso la  Direct Tax of 1798, la prima forma di tassazione legata al Governo federale. Tali misure contribuirono al malcontento economico del ceto medio e l'esplosione di disordini interni, quali la cosiddetta "rivolta di Fries" avvenuta nella Pennsylvania.
Come risposta ai disordini il quinto Congresso approvò quattro progetti di legge, noti collettivamente come Alien and Sedition Acts ("leggi sullo straniero e sulla sedizione"); essi resero più difficile agli immigrati l'ottenimento della cittadinanza statunitense, permisero al presidente di far imprigionare ed espellere persone ritenute pericolose o provenienti da una nazione ostile, e infine resero penalmente perseguibile la falsa testimonianza e le critiche nei confronti del governo federale. La maggioranza federalista sostenne che rafforzavano la sicurezza nazionale durante un periodo di conflitto, mentre i Repubblicani-Democratici le criticarono aspramente.

La firma autografa del presidente.

L'opposizione alla "quasi-guerra" e alle nuove leggi, così come la rivalità all'interno del suo stesso partito tra Adams e Alexander Hamilton, contribuirono in maniera significativa alla vittoria dei "jeffersoniani" nel 1800. Gli storici hanno opinioni contrastanti nel valutare la presidenza di Adams; Samuel Eliot Morison ha scritto che "era per temperamento inadeguato per la presidenza, conosceva più di ogni altro americano, persino di James Madison, la materia delle scienze politiche, ma come amministratore pubblico si trovava a disagio".
Fu tuttavia in grado di evitare un conflitto aperto con i francesi, sostenendo che la guerra dovrebbe essere l'ultima risorsa per la diplomazia; in questo tema ottenne il rispetto dell'intera nazione nonché dei suoi più potenti avversari. Anche se fu duramente criticato per avere firmato le leggi Alien and Sediction, non sostenne mai la loro approvazione né fece uso dei nuovi poteri presidenziali previsti da esse, anzi concesse la grazia agli istigatori della "ribellione Fries". "Visto in questa luce", osservò lo storico C. James Taylor, "l'eredità di Adams è una delle migliori, la capacità di guida morale, lo Stato di diritto, la compassione e una cauta ma attiva politica estera che mirava sia a garantire l'interesse nazionale sia a raggiungere una pace onorevole".

## Elezioni presidenziali del 1796
Quelle del 1796 furono le prime elezioni presidenziali in cui vi erano candidati opposti. George Washington era stato difatti eletto all'unanimità nelle prime due elezioni; tuttavia, già nel corso della sua presidenza, profonde divergenze filosofiche si manifestarono sempre più apertamente tra le due figure principali dell'amministrazione, ossia Alexander Hamilton e Thomas Jefferson.
Le loro visioni contrastanti sia nell'ambito degli affari interni che in quello della politica estera provocarono una profonda spaccatura all'interno della compagine governativa, portando infine alla fondazione del Partito Federalista e del Partito Democratico-Repubblicano. Così, quando Washington annunciò che non si sarebbe candidato per un terzo mandato, iniziò un'intensa lotta partitica per la conquista della presidenza.
| Collegio elettorale         | Collegio elettorale | Collegio elettorale      | Collegio elettorale |
| Name                        | Partito politico    | Partito politico         | Grandi elettori     |
| --------------------------- | ------------------- | ------------------------ | ------------------- |
| John Adams                  |                     | Federalista              | 71                  |
| Thomas Jefferson            |                     | Democratico-Repubblicano | 68                  |
| Thomas Pinckney             |                     | Federalista              | 59                  |
| Aaron Burr                  |                     | Democratico-Repubblicano | 30                  |
| Samuel Adams                |                     | Democratico-Repubblicano | 15                  |
| Oliver Ellsworth            |                     | Democratico-Repubblicano | 11                  |
| George Clinton              |                     | Democratico-Repubblicano | 7                   |
| John Jay                    |                     | Federalista              | 5                   |
| James Iredell               |                     | Federalista              | 3                   |
| John Henry                  |                     | Democratico-Repubblicano | 2                   |
| Samuel Johnston             |                     | Federalista              | 2                   |
| George Washington           |                     | Nessuno                  | 2                   |
| Charles Cotesworth Pinckney |                     | Federalista              | 1                   |

Come per le due precedenti elezioni, anche nel 1796 nessun candidato fu votato direttamente dagli elettori. La Costituzione prevedeva invece che ognuno degli Stati federati selezionasse i propri grandi elettori e che questi a loro volta eleggessero con il proprio voto il presidente.
Le regole di quella elezione, precedente al XII emendamento che riformò il sistema di voto, prevedevano che ogni grande elettore esprimesse due nomi, senza distinzione tra presidente e vicepresidente; chi avesse raccolto la maggioranza dei voti era eletto presidente, mentre il candidato classificatosi in seconda posizione diventava il vicepresidente.
I grandi elettori furono eletti con elezioni specifiche in sette Stati, mentre nei rimanenti nove fu il parlamento statale a designarli.
Sia il vicepresidente in carica John Adams sia Alexander Hamilton cercarono di imporsi come il rappresentante del neonato Partito federalista, ma Adams era ampiamente considerato come l'erede naturale di Washington e riuscì a consolidare il sostegno sulla sua persona tra gli elettori del proprio partito. 
Il chiaro favorito dei Repubblicani-Democratici risultò invece Thomas Jefferson, sebbene sembrasse in un primo momento riluttante a concorrere. I Democratici-Repubblicani al Congresso formarono un caucus e scelsero in questo modo Jefferson e Aaron Burr come loro candidati. Jefferson in un primo momento rifiutò la nomina, ma accettò dopo qualche settimana di riflessione. 
I parlamentari federalisti, tramite una votazione informale tra di loro, nominarono Adams e Thomas Pinckney come loro candidati.
La campagna elettorale fu sostanzialmente disorganizzata e sporadica, limitata ad attacchi sferrati dai giornali, a pamphlet e a manifestazioni di piazza: gli avversari accusavano Jefferson di essere un francofilo rivoluzionario tendente all'ateismo, mentre dall'alta parte Adams veniva etichettato come un anglofilo favorevole al monarchismo.
All'inizio di novembre l'ambasciatore francese negli Stati Uniti Pierre-Auguste Adet si inserì nel dibattito politico per favorire Jefferson, pubblicando dichiarazioni destinate a suscitare sentimenti anti-britannici e lasciando l'impressione che una vittoria dell'esponente Democratico-Repubblicano avrebbe migliorato sensibilmente i rapporti con la Prima Repubblica francese.
Nel frattempo Hamilton, desiderando "un presidente più flessibile di Adams", manovrò per aiutare l'elezione di Pinckney; convinse quindi i grandi elettori della Carolina del Sud, impegnati a votare per il loro conterraneo e "figlio prediletto" Pinckney, a disperdere i loro secondi voti tra candidati diversi da Adams. Il piano di Hamilton fu però vanificato quando diversi elettori della Nuova Inghilterra ne vennero a conoscenza, rifiutandosi a loro volta di attribuire a Pinckney il loro secondo voto.

I risultati elettorali del 1796.

I voti dei 138 membri del Collegio elettorale furono contati durante una sessione congiunta del Congresso l'8 febbraio 1797; i tre più votati risultarono: Adams 71 voti, Jefferson 69 e Pinckney 59. Il saldo dei voti restanti era disperso tra Burr e altri nove candidati. Quasi tutti i voti di Adams provenivano dagli elettori del Nord e quasi tutti i voti di Jefferson da quelli del Sud.
Nella sua qualifica di presidente del Senato toccò proprio ad Adams il compito di annunciare se stesso come Presidente eletto e il suo principale avversario come proprio vice. Una settimana dopo pronunciò un discorso d'addio emozionato davanti al Senato, che aveva presieduto per otto anni.
Il sistema del bipartitismo nacque durante la campagna per le elezioni del 1796; è finora l'unica elezione da cui sono usciti eletti un presidente e un vicepresidente di due partiti diversi. La rivalità tra Nuova Inghilterra e il Sud, con gli Stati centrali che erano decisivi negli equilibri politici, nacque anch'essa in questa occasione.

## Inaugurazione
La cerimonia inaugurale del presidente eletto avvenne il 4 marzo 1797 all'interno della Camera dei Rappresentanti, che aveva allora sede alla "Congress Hall" di Filadelfia; il Presidente della Corte Suprema Oliver Ellsworth presiedette al giuramento solenne, facendo così di Adams il primo presidente a giurare nelle mani di un presidente della massima Corte giudiziaria della nazione.
Adams iniziò il suo discorso inaugurale con una riflessione sulla lotta per l'indipendenza:
Il discorso composto da 2.308 parole includeva anche un articolato tributo a George Washington, un appello all'unità e un impegno a sostenere lo sviluppo di istituzioni di insegnamento. Adams espresse anche il suo chiaro desiderio di evitare l'esplosione di una guerra contro la Prima Repubblica francese e, con scorno di alcuni del suo partito, ebbe parole di lode per la Francia.
All'epoca in cui entrò in carica, la popolazione nazionale complessiva era di circa 5 milioni di persone, con i due terzi che vivevano ancora entro cento miglia dalla costa atlantica; le regioni di maggiore crescita erano già quelle a ovest degli Appalachi. Alla fine del mandato 500.000 persone, prevalentemente dalla Nuova Inghilterra, dalla Virginia e dal Maryland, erano emigrate in direzione della "Frontiera" a ovest, nel Kentucky, nel Tennessee e nel Territorio del nord-ovest.

## Presidenza

### Cronologia
Gli avvenimenti salienti della presidenza di John Adams furono:
1797
- commissione della USS United States (1797), la prima fregata della United States Navy;
- invio della USS Constitution al largo della costa di Tripoli con l'intento di combattere i pirati barbareschi;
- inizio delle tensioni con la Prima Repubblica francese a causa dell'"Affare XYZ";

1798
- ratifica dell'XI emendamento;
- organizzazione del Territorio del Mississippi;
- inizio della "Quasi-guerra";
- istituzione federale dell'United States Marine Corps;
- leggi Alien and Sedition Acts;
- legge Relief of Sick and Disabled Seamen Act con la creazione del Marine Hospital Service, servizio di ospedale di marina, precursore del United States Public Health Service Commissioned Corps;
- le risoluzioni Kentucky and Virginia Resolutions;
- legge further to protect the commerce of the United States;

1799
- esplosione della "ribellione Fries", forma di resistenza fiscale messa in opera dagli agricoltori della Pennsylvania Dutch;
- scontro navale della USS Constellation contro L'Insurgente;
- legge sull'abolizione graduale della schiavitù nello Stato di New York;
- fondazione della Compagnia russo-americana;
- morte dell'ex presidente George Washington;

1800
- fondazione della Biblioteca del Congresso;
- istituzione del Territorio dell'Indiana;
- morte del secondo presidente della Corte suprema degli Stati Uniti d'America John Rutledge;
- cessione al governo federale del Connecticut Western Reserve, che viene così aggiunto al Territorio del nord-ovest;
- Censimento degli Stati Uniti d'America del 1800;
- rivolta degli schiavi guidata da Gabriel Prosser a Richmond (Virginia);
- Convenzione del 1800;
- vittoria di Thomas Jefferson alle elezioni presidenziali del 1800;
- negoziazione del trattato di San Ildefonso;
- apertura della "Executive Mansion", in seguito ribattezzata "Casa Bianca";
- fondazione dell'Università di arti liberali Middlebury College;

1801
- nomina di John Marshall a presidente della Corte suprema degli Stati Uniti d'America;
- la città di Washington passa sotto la giurisdizione diretta del Congresso degli Stati Uniti d'America;
- avvio della Presidenza di Thomas Jefferson.

### Gabinetto
Partiti politici
  Federalista
  Democratico-Repubblicano
  Indipendente
| Dipartimento | Incarico                       | Ritratto | Ritratto                | Nome               | Mandato         | Mandato          |
| Dipartimento | Incarico                       | Ritratto | Ritratto                | Nome               | Inizio          | Termine          |
| ------------ | ------------------------------ | -------- | ----------------------- | ------------------ | --------------- | ---------------- |
|              | Presidente                     |          |                         | John Adams         | 4 marzo 1797    | 4 marzo 1801     |
|              | Vicepresidente                 |          |                         | Thomas Jefferson   | 4 marzo 1797    | 4 marzo 1801     |
|              |                                |          |                         |                    |                 |                  |
|              | Segretario di Stato            |          |                         | Timothy Pickering  | 4 marzo 1797    | 12 maggio 1800   |
|              | Segretario di Stato            |          | Charles Lee(ad interim) | 13 maggio 1800     | 5 giugno 1800   |                  |
|              | Segretario di Stato            |          | John Marshall           | 13 giugno 1800     | 4 marzo 1801    |                  |
|              | Segretario al tesoro           |          |                         | Oliver Wolcott Jr. | 4 marzo 1797    | 31 dicembre 1800 |
|              | Segretario al tesoro           |          | Samuel Dexter           | 1º gennaio 1801    | 4 marzo 1801    |                  |
|              | Segretario alla Guerra         |          |                         | James McHenry      | 4 marzo 1797    | 13 maggio 1800   |
|              | Segretario alla Guerra         |          | Samuel Dexter           | 1º giugno 1800     | 31 gennaio 1801 |                  |
|              | Segretario alla Guerra         |          | Vacante                 | 1° febbraio 1801   | 4 marzo 1801    |                  |
|              | Procuratore generale           |          |                         | Charles Lee        | 4 marzo 1797    | 4 marzo 1801     |
|              | Direttore generale delle poste |          |                         | Joseph Habersham   | 4 marzo 1797    | 4 marzo 1801     |
|              | Segretario alla Marina         |          |                         | Benjamin Stoddert  | 18 giugno 1798  | 4 marzo 1801     |

Oltre al processo di nomina (Appointments Clause), la Costituzione degli Stati Uniti prevedeva solo un riferimento indiretto ai compiti dei Dipartimenti dell'Esecutivo federale.
Il termine di cabinet cominciò a essere applicato ai capi dei dipartimenti verso la fine del primo mandato della presidenza di George Washington, e il presidente faceva affidamento su questo insieme di persone per sentirne i pareri. La Costituzione chiariva che le persone incaricate di guidare i dipartimenti rispondevano direttamente al presidente, ma non diceva nulla sulla cessazione delle cariche. Quando Adams divenne presidente non vi erano precedenti su come comportarsi riguardo ai capi di dipartimento nominati dal precedente presidente. Anziché procedere a nominare persone a lui fedeli, Adams mantenne in carica i capi dipartimento di Washington, sebbene nessuno di loro gli fosse vicino politicamente.
Tre membri del governo federale, Timothy Pickering, James McHenry e Oliver Wolcott Jr. erano fedeli ad Alexander Hamilton e gli riferivano tutte le principali questioni politiche a New York. Essi a loro volta presentavano le raccomandazioni di Hamilton al presidente e, spesso, lavorarono attivamente contro le proposte di Adams. "Gli Hamiltoniani di cui è circondato", scrisse Thomas Jefferson in una lettera del maggio 1797, "sono solo un po' meno ostili a lui che a me". L'altro rimasto della presidenza di Washington, il Procuratore generale Charles Lee, operò bene con Adams e rimase parte del cabinet per tutta la durata della presidenza.
Nel 1798 Benjamin Stoddert del Maryland divenne il primo Segretario alla Marina ed emerse rapidamente come uno dei più importanti consiglieri di Adams. Con l'aggravarsi della spaccatura tra il presidente e l'ala hamiltoniana dei Federalisti durante la seconda metà del mandato, Adams si affidò sempre meno ai consigli di Pickering, McHenry e Wolcott. Dopo avere appreso l'estensione delle trame dietro le quinte di Hamilton, il presidente rimosse Pickering e McHenry nel 1800, sostituendoli rispettivamente con John Marshall e Samuel Dexter.

### Vicepresidenza
Adams e Jefferson dettero inizio alla loro coabitazione nella maniera più cordiale; erano diventati amici vent'anni prima, durante la loro carica nel Secondo congresso continentale. Alla vigilia della cerimonia d'insediamento s'incontrarono brevemente per discutere la possibilità d'inviare il vicepresidente oltreoceano come parte di una delegazione di tre membri con l'intento di raffreddare per quanto possibile le relazioni sempre più turbolente con i rivoluzionari francesi. Quando però conclusero che ciò sarebbe stato un ruolo improprio per il vicepresidente, concordarono di inviare in qualità di capo-delegazione il più stretto alleato politico di Jefferson, James Madison. Poco dopo l'inaugurazione Jefferson però informò il presidente che Madison non era disponibile a svolgere tale missione diplomatica; Adams rispose a Jefferson che in ogni caso non sarebbe stato in grado di nominarlo per colpa della forte pressione dagli altri capi dipartimento che spingevano per la nomina di un Federalista.
Questa fu l'ultima volta che il presidente consultò preventivamente il proprio vice su una questione d'importanza nazionale; da parte sua Jefferson si rivolse al ruolo assunto di guida dei Democratici-Repubblicani e ai suoi doveri istituzionali di presiedere i lavori del Senato.

### Nomine giuridiche
Il presidente ebbe l'opportunità di riempire tre posti vacanti della Corte Suprema durante il suo mandato. Nel dicembre del 1798 il Senato confermò la nomina di Bushrod Washington, nipote dell'ex presidente George Washington, per succedere al giudice associato James Wilson. Un anno dopo Alfred Moore prese il posto del collega James Iredell; quindi, nel gennaio 1801, Adams nominò John Marshall come quarto presidente della massima Corte, sostituendo Oliver Ellsworth il quale si era ritirato a causa di problemi di salute. Inizialmente aveva nominato l'ex presidente John Jay, ma quest'ultimo rifiutò di tornare alla sua precedente carica. Marshall, che a quel tempo era Segretario di Stato in carica, fu rapidamente confermato dal Senato e prese le funzioni il 4 febbraio; continuò a fungere anche da ministro fino al termine del mandato di Adams, il 4 marzo.

## Politica estera

### Relazioni con la Prima Repubblica francese
La presidenza di Adams fu segnata dalle dispute sul ruolo della nuova nazione nel conflitto che si stava espandendo in Europa, dove Regno Unito e Francia erano in guerra; da una parte Thomas Jefferson e tutto il Partito Democratico-Repubblicano appoggiavano la causa francese, dall'altra Hamilton e il Partito Federalista parteggiavano per i britannici. L'intensa battaglia politica intorno alla ratifica del trattato di Jay del 1794 aveva già creato divisioni in due parti e provocato l'ira da parte francese. Il trattato aveva difatti risolto alcune delle principali rimostranze statunitensi verso gli inglesi, incluso il reclutamento forzoso di marinai nella Royal Navy; venne considerato come la soluzione migliore per evitare un'altra guerra con i britannici. In Francia il trattato fu accolto con ostilità, e i francesi cominciarono a requisire le navi mercantili statunitensi che commerciavano con gli inglesi. Alle elezioni presidenziali del 1796 i francesi sostennero apertamente la candidatura di Jefferson e, dopo la sua sconfitta, accrebbero il comportamento ostile. Ciò nonostante, quando Adams entrò in carica, vi era nell'opinione pubblica statunitense un sentimento filo-francese ancora forte, innanzi tutto a causa del consistente aiuto ricevuto durante la guerra d'indipendenza americana.

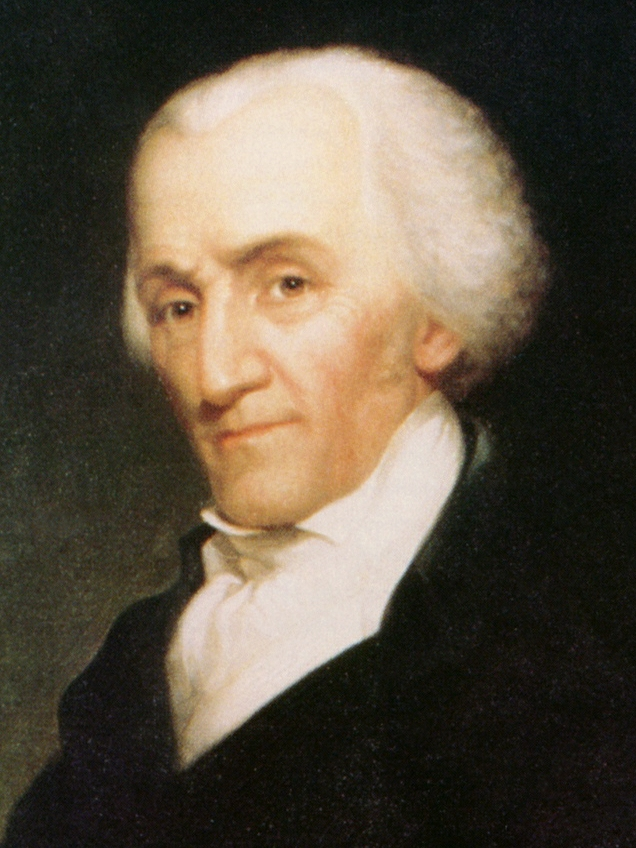
Ritratto di Elbridge Gerry.

#### Affare XYZ
Adams sperò di mantenere relazioni amichevoli con il governo rivoluzionario francese e inviò una delegazione a Parigi, composta da John Marshall, Charles Cotesworth Pinckney ed Elbridge Gerry; per chiedere un risarcimento dopo gli attacchi francesi ai mercantili statunitensi. Quando gli inviati giunsero in Francia nell'ottobre del 1797, furono fatti attendere per diversi giorni e alla fine fu concesso loro un incontro di soli 15 minuti con il ministro degli esteri Talleyrand. Dopodiché, i diplomatici furono raggiunti da tre emissari di Talleyrand; ciascuno rifiutò di incominciare le trattative se gli Stati Uniti non avessero pagato enormi somme di denaro, una a Talleyrand personalmente e un'altra alla Repubblica francese. Gli americani si rifiutarono di continuare a negoziare in tali condizioni: Marshall e Pinckney tornarono quindi in patria, mentre Gerry rimase.
In un discorso pronunciato davanti al Congresso riunitosi nell'aprile del 1798, Adams rivelò pubblicamente le macchinazioni di Talleyrand, scatenando l'indignazione pubblica verso i francesi.

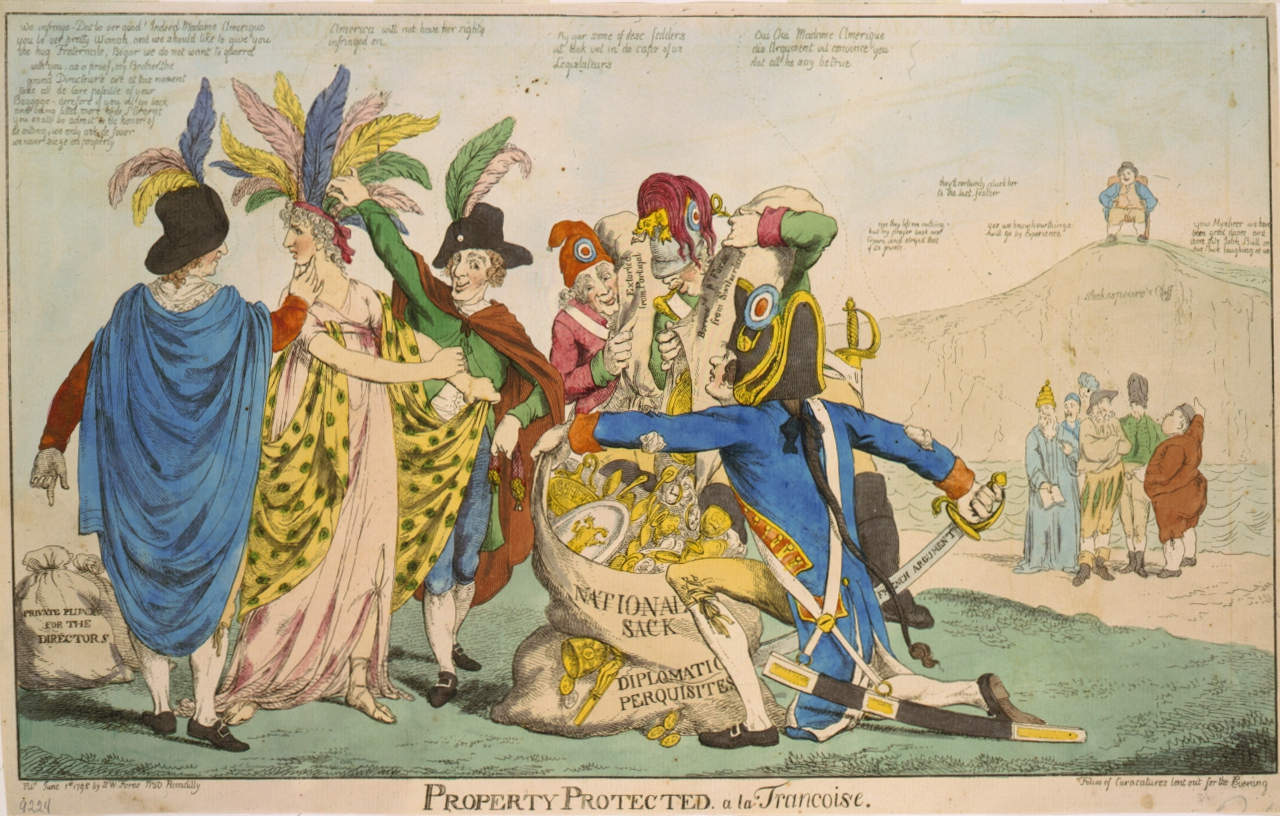
Una vignetta politica britannica che descrive l'affare XYZ: gli Stati Uniti sono rappresentati dalla donna che viene saccheggiata da cinque francesi, tra cui un personaggio che indossa il berretto frigio - una rappresentazione della Francia rivoluzionaria e repubblicana - mentre John Bull siede ridendo sulle scogliere di Dover raffigurate come una collina.

I Democratici-Repubblicani espressero scetticismo riguardo al resoconto dato dalla presidenza di ciò che divenne noto come "affare XYZ". Molti dei sostenitori di Jefferson non avrebbero aderito ai tentativi di Adams di opporsi ai francesi. Il loro timore principale era che una guerra aperta contro i francesi avrebbe condotto a un'alleanza con i britannici, il che a sua volta avrebbe permesso al "presunto monarchico" Adams di portare avanti senza troppi ostacoli il proprio programma interno. Da parte loro molti Federalisti, in modo particolare i conservatori "ultra-federalisti", temevano profondamente l'influenza delle idee radicali della rivoluzione francese. Anche la questione economica aumentò il divario tra i due partiti in quanto i Federalisti cercavano d'instaurare legami con i britannici, mentre la gran parte dei Democratici-Repubblicani paventava l'influenza dei creditori inglesi.

#### Quasi guerra
Il presidente non vide alcun vantaggio nell'allearsi con i britannici contro i rivoluzionari francesi; perseguì pertanto una strategia in base alla quale navi statunitensi avrebbero ostacolato quelle francesi in un tentativo di arginarne gli assalti dei francesi contro i mercantili americani, dando così inizio a una guerra navale non dichiarata nota come Quasi-guerra. Sotto la minaccia d'invasione da parte delle più potenti forze francesi, Adams richiese al Congresso di autorizzare una vasta espansione della Marina militare statunitense, oltre che la creazione di un esercito di 25.000 uomini; il Congresso approvò un esercito di 10.000 uomini e un moderato potenziamento della marina militare, che all'epoca consisteva in un'unica imbarcazione senza armi. L'ex presidente George Washington fu nominato comandante generale dell'esercito e Adams accettò con riluttanza la sua richiesta che Alexander Hamilton fungesse da secondo in comando; divenne però evidente che era quest'ultimo a comandare, a causa dell'età oramai avanzata di Washington. Il presidente irritato osservò: "So che Hamilton è uno Spirito orgoglioso e presuntuoso, un ambizioso Mortale, sempre fingendo di tendere alla Moralità", scrisse, ma "con un'etica corrotta come quella del vecchio Benjamin Franklin, che è il suo modello più di chiunque altro io conosca".
A causa del suo impegno all'espansione della marina e alla creazione del Dipartimento dedicato Adams viene spesso definito come il padre della marina statunitense.

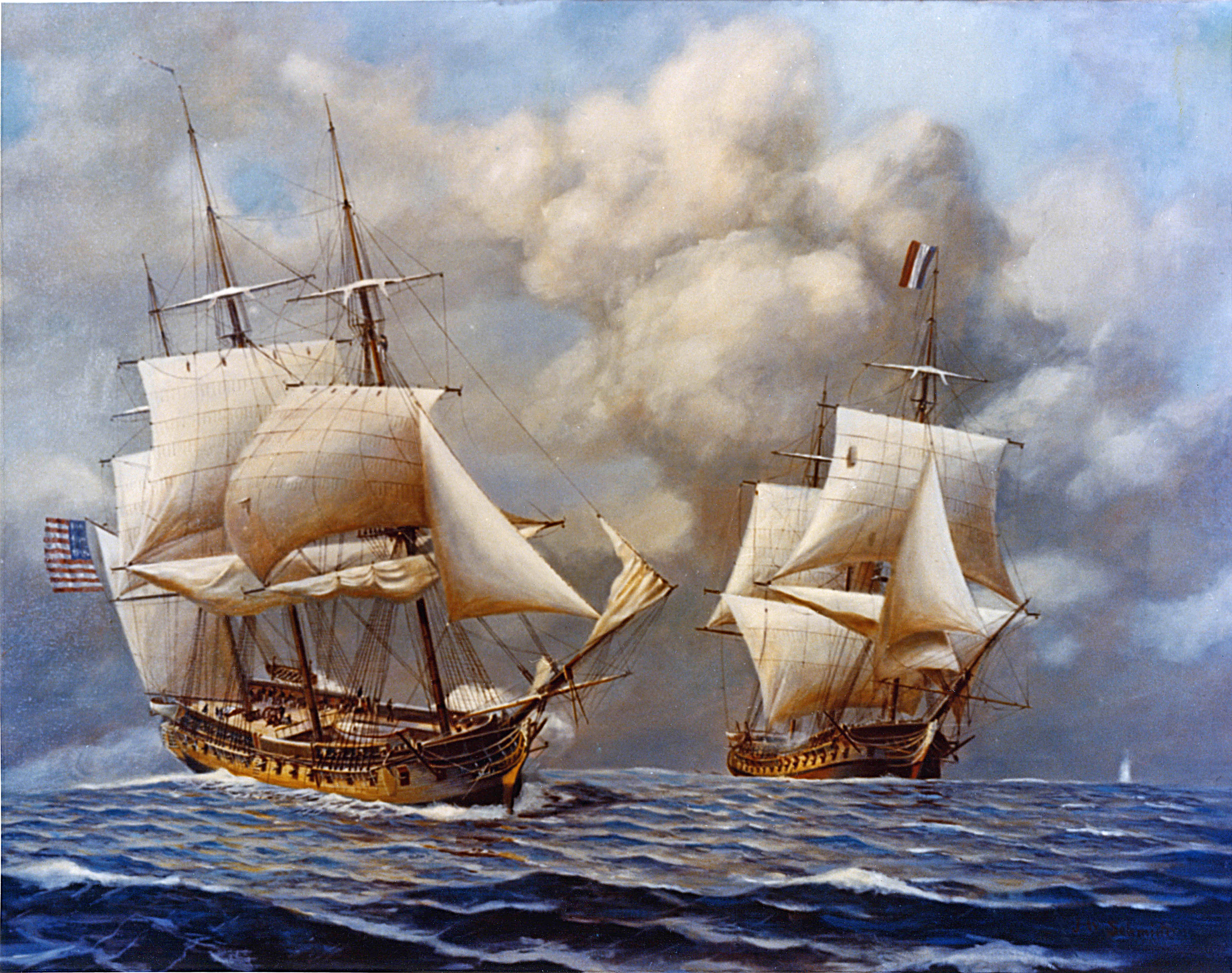
Scena raffigurante l'USS Constellation contro L'Insurgente.

La marina statunitense ottenne numerosi successi nella "Quasi-guerra", compresa la cattura de L'Insurgente, una potente nave da guerra francese, nel febbraio del 1799. Si aprirono anche i rapporti commerciali con Saint-Domingue (l'odierna Haiti), un'ex colonia francese nel mar dei Caraibi che si era ribellata. Vincendo l'opposizione di molti all'interno del suo stesso partito, Adams frenò sull'entrare in un conflitto aperto. Il continuo sostegno di Adams a Elbridge Gerry, un Democratico-Repubblicano mandato in Francia all'inizio del mandato di Adams che continuava a ricercare una pace con i francesi, irritò molti Federalisti. L'influenza di Hamilton sul Dipartimento della Guerra contribuì ad allargare la spaccatura all'interno dei federalisti tra sostenitori del presidente e quelli di Hamilton. Allo stesso tempo la creazione di una grande forza armata permanente suscitò l'allarme tra la popolazione e agì a favore dei Democratici-Repubblicani.

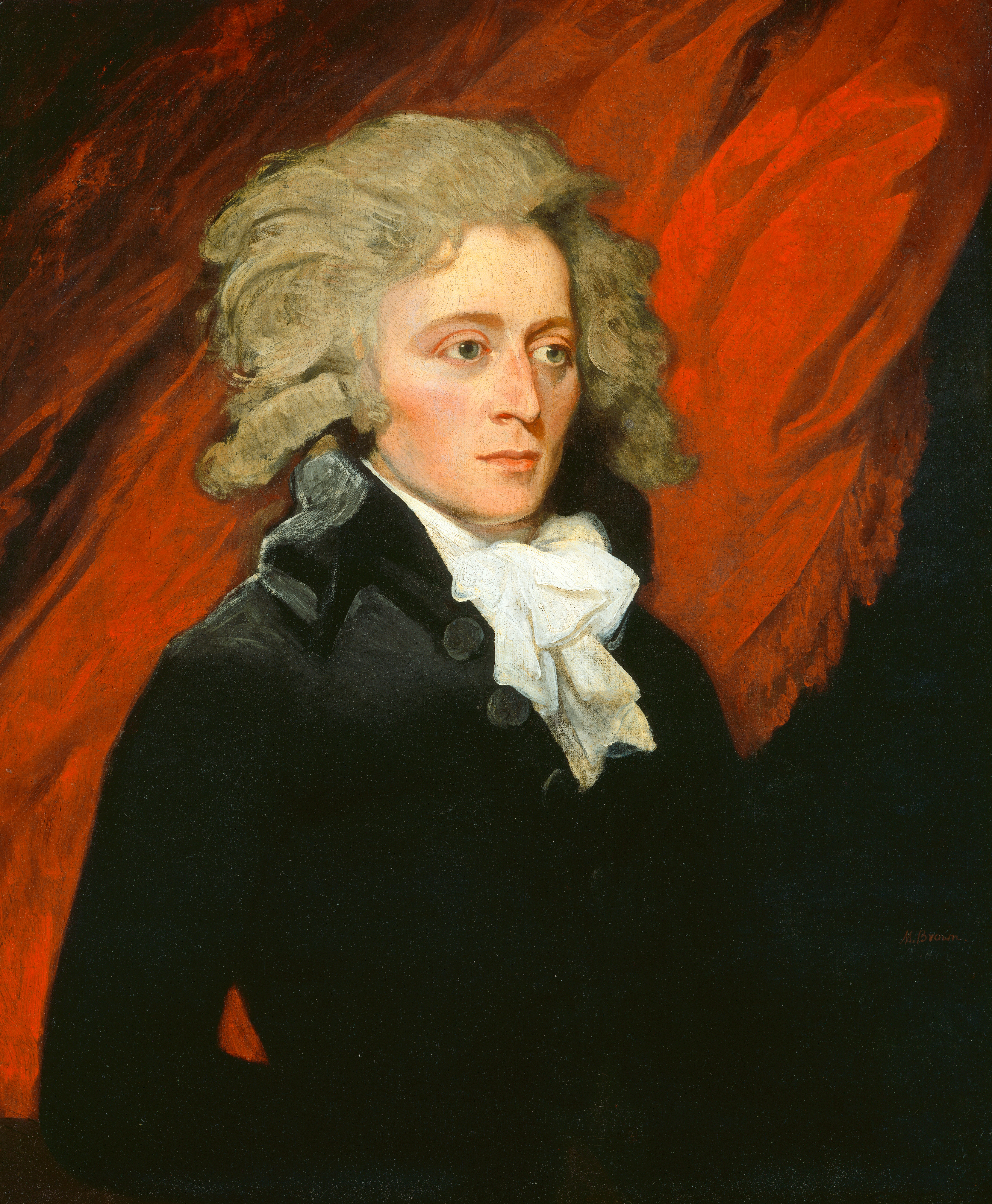
William Vans Murray in un ritratto di Mather Brown.

Nel febbraio del 1799 Adams sorprese molti annunciando che avrebbe mandato il diplomatico William Vans Murray in una nuova missione di pace in Francia. Il presidente ritardò l'invio della delegazione, attendendo il completamento di diverse navi da guerra, che sperava avrebbe modificato gli equilibri nei Caraibi. Con dispiacere di Hamilton e di altri ultra Federalisti, la delegazione venne finalmente fatta partire a novembre 1799. La decisione del presidente di mandare una seconda delegazione in Francia provocò un'altra frattura interna ai Federalisti, e alcuni dei suoi principali esponenti cominciarono a cercare un'alternativa ad Adams per le elezioni presidenziali del 1800. Le possibilità di pace tra Stati Uniti e Francia furono accresciute dalla rapida ascesa di Napoleone Bonaparte proprio alla fine del 1799 (con il colpo di Stato del 18 brumaio), in quanto questi considerava lo scontro con gli americani una distrazione dalla guerra in corso in Europa. Nella primavera del 1800 la delegazione statunitense iniziò i negoziati con la controparte guidata da Giuseppe Bonaparte.
La "Quasi-guerra" si concluse a settembre quando venne firmata la Convenzione del 1800, sebbene i francesi si rifiutarono di riconoscere la decadenza del Trattato di alleanza del 1778, che aveva a suo tempo creato un blocco franco-americano in funzione anti-britannica. Gli Stati Uniti ottennero poco, a parte la sospensione delle ostilità con i francesi, ma i tempi dell'accordo si dimostrarono fortunati per gli Stati Uniti, poiché la Francia giunse a una pur temporanea pacificazione con i britannici attraverso il trattato di Amiens (1802). La notizia della firma della convenzione con i francesi giunse oltreoceano solo dopo le elezioni presidenziali. Superando l'opposizione di alcuni Federalisti Adams riuscì a ottenere la ratifica da parte del Senato nel febbraio del 1801; avendo posto fine alla "guerra", Adams decise la dissoluzione dell'esercito.

### Relazioni con l'impero spagnolo
I nuovi Stati Uniti avevano firmato con l'impero spagnolo il trattato di Pinckney nel 1795, definendo il confine con la Louisiana spagnola. Durante la crisi tra Francia e Stati Uniti, tuttavia, gli spagnoli applicarono con lentezza i termini del trattato, tra cui la cessione delle "terre Yazoo" e il disarmo delle fortezze ancora presenti lungo il fiume Mississippi. Poco dopo l'insediamento di Adams, furono rivelati al pubblico i piani del senatore William Blount per estromettere gli spagnoli sia dalla Louisiana che dalla Florida spagnola, e questo causò un deterioramento delle relazioni tra i due paesi; anche Francisco de Miranda, un patriota venezuelano, tentò di assicurarsi il sostegno statunitense per un intervento militare anti-spagnolo, eventualmente con l'aiuto degli inglesi. Respingendo le ambizioni di Alexander Hamilton di conquista dell'intero territorio spagnolo nel Nord America, Adams negò un incontro a Miranda, facendo fallire il piano. La presidenza Adams si dedicò quindi alla messa in opera del trattato di Pinckney.

## Affari interni

Mappa animata sull'evoluzione territoriale di Washington.

### Trasferimento nel Distretto di Columbia (Washington)
Nel 1790 il Congresso, con la legge Residence Act, aveva stabilito il sito su cui avrebbe dovuto sorgere la capitale federale permanente: sulle rive del fiume Potomac al confine tra Virginia e Maryland. Fu quindi fissato il dicembre del 1800 come termine per il completamento degli edifici governativi nella nuova città; a questa fu dato il nome del primo presidente, da poco deceduto, e divenne così Washington. Il distretto federale che la circonda venne invece denominato "Columbia", termine poetico per indicare gli Stati Uniti d'America in uso al tempo. La stessa legge trasferiva anche la capitale temporanea da New York a Filadelfia nel 1791.

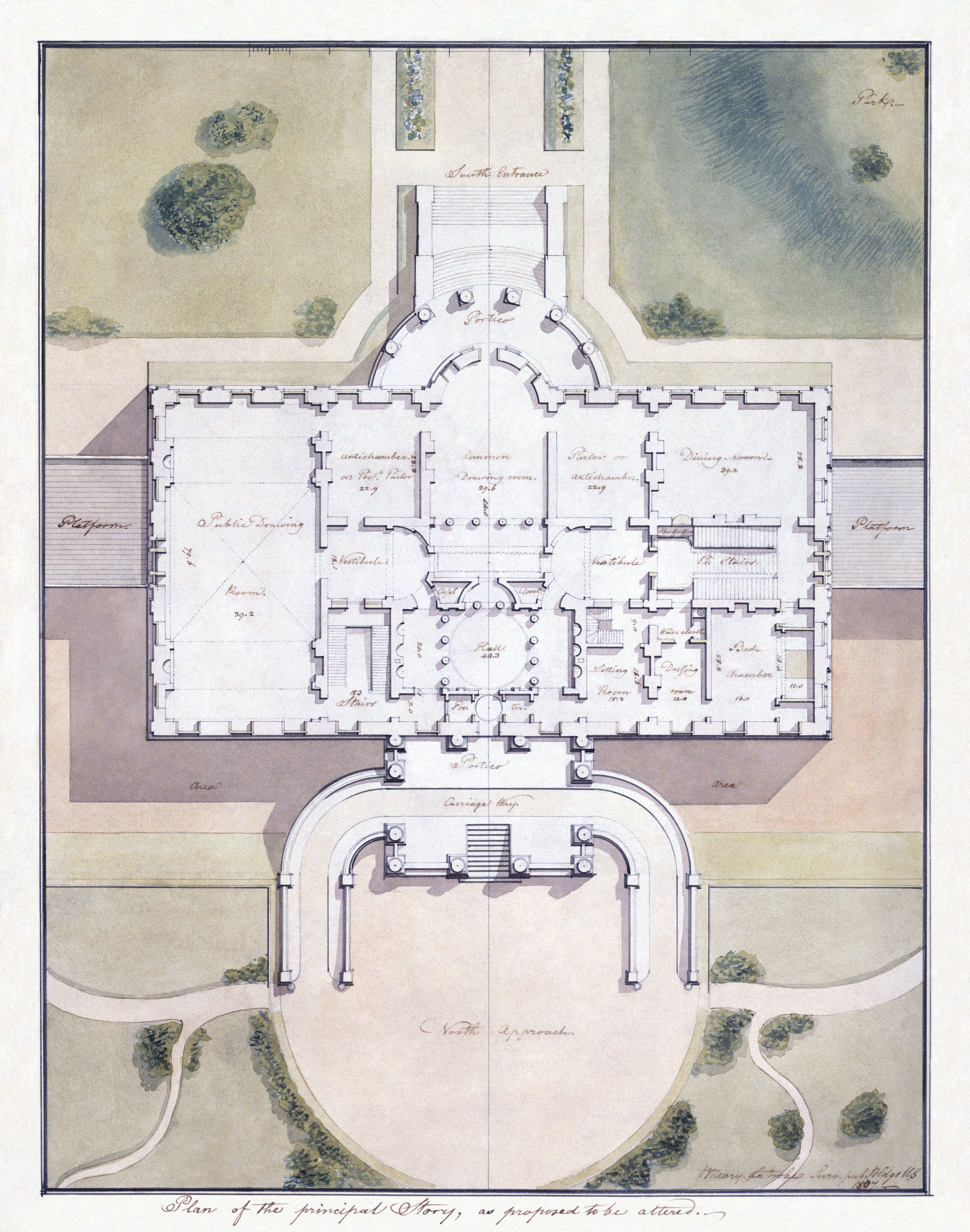
Il piano architettonico della Casa Bianca.

Il Congresso terminò la sua ultima sessione a Filadelfia il 15 maggio 1800, e la città cessava di essere la sede del Governo federale l'11 giugno.
Lo stesso mese Adams compì la sua prima visita a Washington: in un paesaggio urbano "grezzo e incompiuto" Adams trovò gli edifici pubblici "in uno stato di avanzamento maggiore rispetto al previsto".
L'ala nord (sede del Senato) del Campidoglio era quasi finita, così come quella successivamente chiamata Casa Bianca. Il presidente vi si poté trasferire il 1º novembre e la first lady Abigail Adams lo raggiunse poche settimane più tardi; al suo arrivo il marito le scrisse: "Prima di concludere la mia lettera, prego che il Cielo conceda il meglio delle benedizioni su questa casa e su tutti coloro che in futuro vi abiteranno. Possano essere nient'altro che uomini onesti e saggi a governare sotto questo tetto".

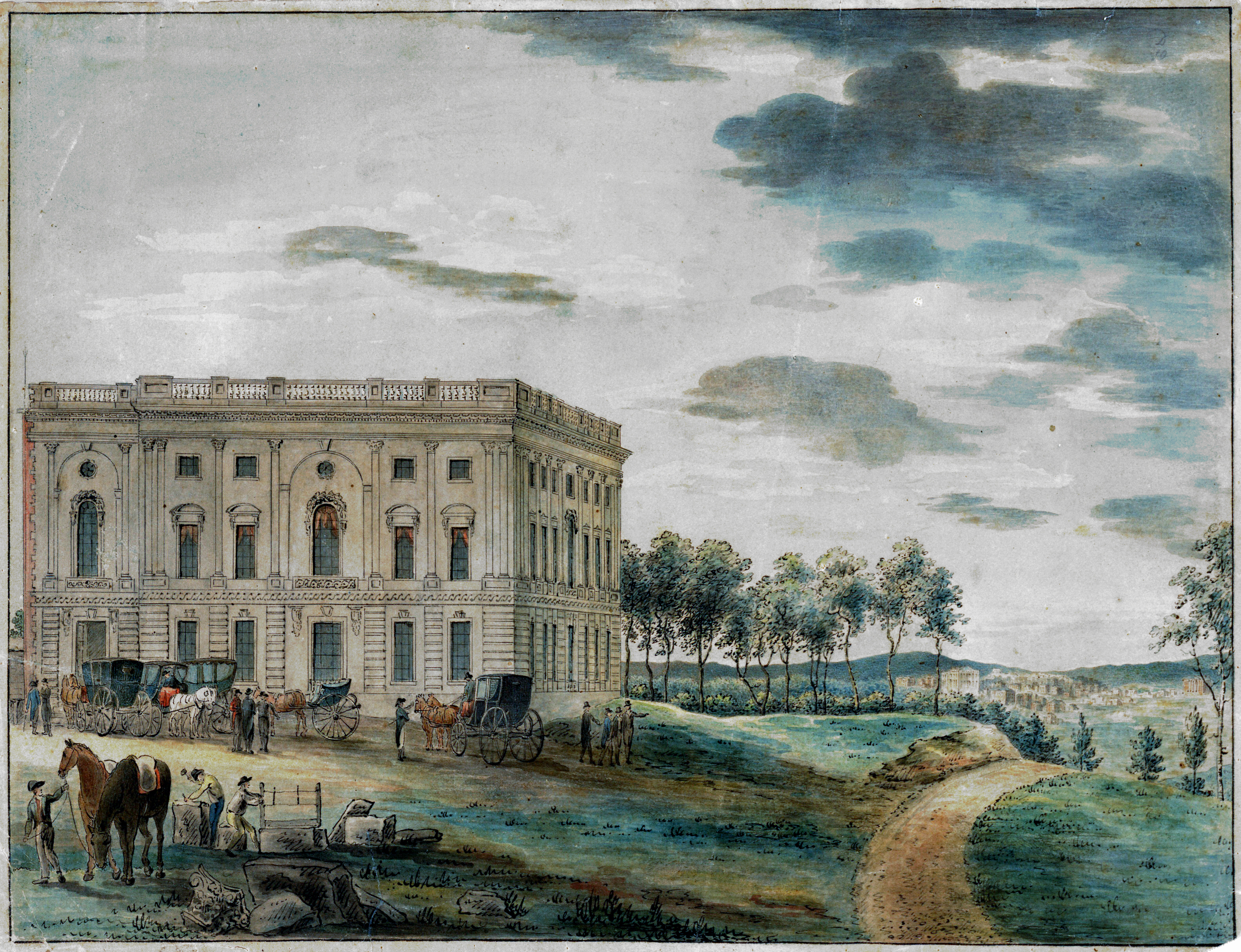
Il Campidoglio (Washington) nel 1800.

Il Senato del 6º Congresso si riunì per la prima volta nel Campidoglio il 17 novembre 1800. Il 22 novembre il presidente pronunciò il suo quarto discorso sullo Stato dell'Unione alla sessione congiunta del Congresso nell'aula del Senato. Cominciò il proprio discorso innanzi tutto congratulandosi con i membri riuniti per la nuova sede delle istituzioni centrali e ponendo l'accento "sulla prospettiva di una residenza da non cambiare"; aggiunse inoltre ottimisticamente che ""anche se vi è un qualche motivo per comprendere che le sistemazioni non sono ora così complete come si potrebbe desiderare, pure ci sono ottime ragioni per credere che questo inconveniente cesserà nel corso di questa sessione".
Si sarebbe trattato dell'ultimo messaggio annuale che un presidente pronunciò di persona al Congresso per 113 anni (sino alla presidenza di Thomas Woodrow Wilson). Nel febbraio 1801 fu promulgata la legge District of Columbia Organic Act che istituì ufficialmente il distretto federale: in conformità con la Costituzione il Congresso divenne l'autorità di governo del distretto.

### Alien and Sedition Acts

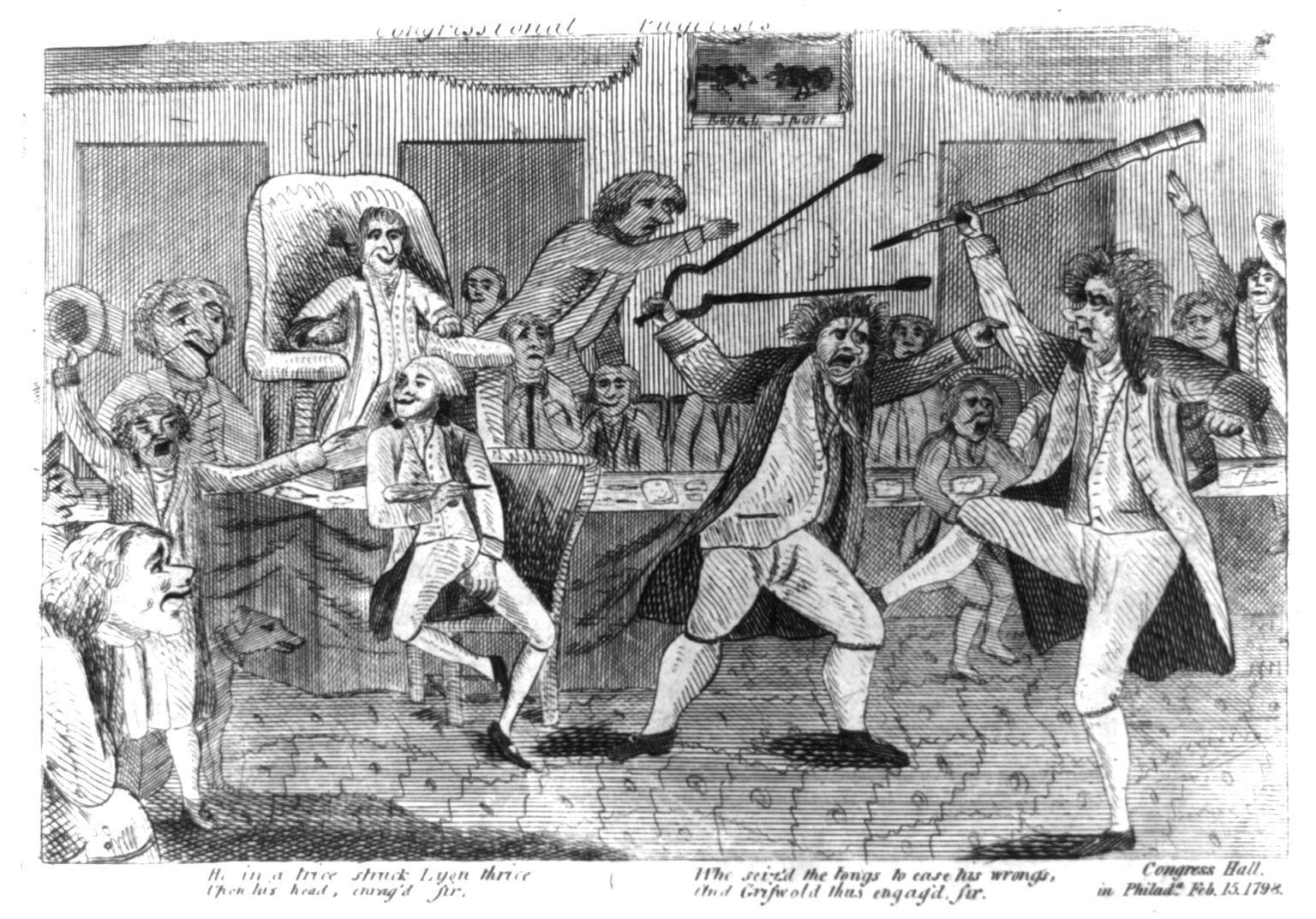
Vignetta editoriale: "Congressional pugilists".

Le polemiche interne, a causa della quasi-guerra, sottoposero il presidente ad aspri attacchi provenienti dalla stampa. Molti tra i più recenti immigrati, tra cui gli irlandesi americani, erano favorevoli ai francesi e ostili agli inglesi. Un deputato irlandese-americano, Matthew Lyon, iniziò una rissa con pugni con il collega del Partito Federalista Roger Griswold. Nel tentativo di sedare la minaccia di sovversione presente sempre più forte tra gli immigrati ostili, i Federalisti fecero approvare nel 1798 una serie di leggi conosciute come Alien and Sedition Acts. Gli storici discutono su quanto fosse coinvolto Adams, oltre alla firma di ratifica; nelle sue memorie Adams negò di aver sollecitato le leggi, ma le sue lamentele riguardo agli "attacchi diffamatori" alla presidenza potrebbero avere avuto un ruolo nella genesi delle leggi.
Le leggi erano quattro: la Naturalization Act (legge sulla naturalizzazione), la Alien Friends Act (legge sugli amici stranieri), la Alien Enemies Act (legge sui nemici stranieri) e la Sedition Act (legge sulla sedizione). Queste normative vennero progettate per ridurre la minaccia secessionista, escludendone i loro più estremi portavoce. La legge sulla naturalizzazione aumentò fino a 14 anni il periodo di residenza necessario a un immigrato prima di poter fare richiesta di cittadinanza statunitense; questo era in parte dovuto al fatto che i cittadini naturalizzati tendevano a votare per il Partito Democratico-Repubblicano. Le due leggi sugli stranieri permisero al presidente di espellere qualsiasi straniero che considerasse pericoloso per la sicurezza nazionale. La Sedition Act rese invece penalmente perseguibile la pubblicazione di "scritti falsi, esagerati e malevoli" contro il Governo federale o i suoi funzionari. Le punizioni includevano il carcere da 2 a 5 anni e una multa fino a 5.000 dollari statunitensi.
Le leggi divennero presto molto dibattute a causa della messa sotto accusa di un parlamentare e di numerosi direttori di giornali. La presidenza avviò almeno 14 incriminazioni ai sensi della legge sulla sedizione, e cause giudiziarie contro cinque dei sei più importanti giornali democratico-repubblicani. Secondo il biografo Ferling, la maggior parte delle azioni legali presero il via tra il 1798 e 1799, andando a processo proprio alla vigilia delle elezioni presidenziali del 1800; i tempi sembrarono difficilmente casuali. Altri studiosi hanno mostrato prove che le leggi furono applicate molto di rado; furono individuate solo dieci condanne in base alla legge sulla sedizione; Adams poi non firmò alcun ordine di espulsione; le fonti più radicalmente contrarie erano tutte democratico-repubblicane. Altri storici ancora ribattono che le leggi furono usate da subito con obiettivi politici ben determinati, spingendo molti stranieri a lasciare il paese. Le leggi consentirono anche di incriminare molti oppositori dei Federalisti, anche all'interno del Congresso.
Thomas Jefferson e James Madison ritenevano incostituzionali le leggi e scrissero in segreto le Risoluzioni del Kentucky e della Virginia in cui i due governi statali del Kentucky e della Virginia sostennero la nullità delle leggi all'interno dei loro territori. Mentre il dibattito proseguiva, le elezioni presidenziali divennero una competizione dura e incerta, con entrambe le parti che esprimevano grandi timori verso l'avversario e le sue idee politiche. I Democratici-Repubblicani vinsero le elezioni, e usarono le stesse leggi contro i Federalisti prima di abrogarle.

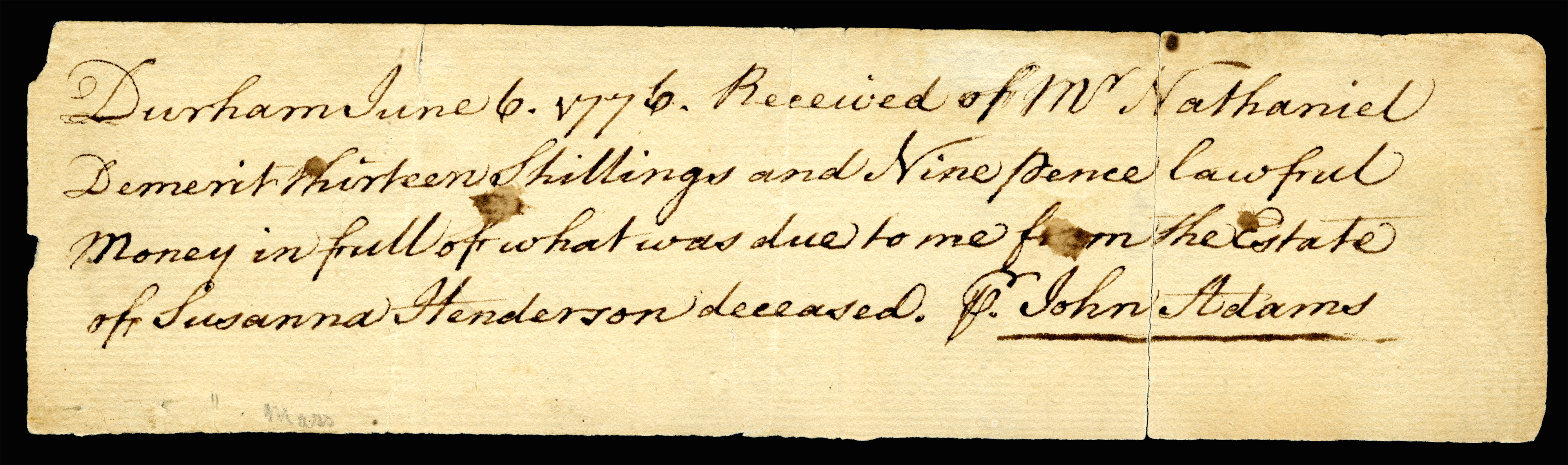
Un assegno firmato dal presidente al National Museum of American History.

### Misure fiscali e ribellione Fries
Per potere pagare le spese militari per la "Quasi-guerra" il presidente e i suoi alleati Federalisti sostennero la legge Direct Tax nel 1798. Una tassa diretta, imposta dal governo federale, era un'idea all'epoca estremamente impopolare, e le entrate durante la presidenza di George Washington provenivano da accise e da dazi doganali. Sebbene Washington avesse mantenuto un bilancio dello Stato in equilibrio, anche grazie a un'economia in crescita, l'incremento delle spese militari minacciava ora di causare notevoli deficit di bilancio; Hamilton, il Segretario al tesoro Oliver Wolcott Jr. e Adams svilupparono quindi un sistema fiscale che soddisfacesse le crescenti necessità di entrate governative. La legge Direct Tax istituì un'imposta progressiva sul valore della proprietà fondiaria, fino all'1% del valore di una proprietà. Nella Pennsylvania orientale vi furono episodi di resistenza agli esattori delle tasse federali, e nel marzo del 1799 esplose la "ribellione Fries". Guidati dal veterano della guerra d'indipendenza americana John Fries gli agricoltori di lingua tedesca protestarono contro quello che ritenevano come un attacco alle libertà e le loro chiese. La rivolta fece sorgere lo spettro di un conflitto di classe: Hamilton condusse l'esercito nella zona per reprimere la rivolta, che si concluse senza spargimenti di sangue. 
Il successivo processo a carico di Fries attirò l'attenzione nazionale; Adams graziò Fries e due altri cospiratori dopo che furono condannati alla pena di morte per tradimento. La ribellione, il dispiegamento dell'esercito e l'esito dei processi portarono in vari Stati federati all'ostilità verso il Partito Federalista, danneggiando le speranze di rielezione del presidente.

### Giudici di mezzanotte
Sin dall'inizio della sua presidenza Adams aveva sostenuto la creazione di nuovi giudici federali, ma la proposta era stata respinta dal Congresso. Dopo che i Federalisti persero il controllo di entrambe le Camere e della presidenza con le elezioni presidenziali del 1800, molti di coloro che si erano opposti, ora sostenevano l'idea, perché l'aumento del numero di tribunali avrebbe consentito la nomina di numerosi Federalisti ad incarichi a vita. La sessione "anatra zoppa" (lame-duck) del 6º Congresso, dopo le elezioni presidenziali ma prima della scadenza del mandato di Adams, approvò la legge definita Midnight Judges Act all'inizio del 1801, che creò una serie di corti d'appello federali a metà strada tra i tribunali distrettuali e la Corte Suprema. Essa ridusse anche il numero di giudici della Corte suprema, da sei a cinque; la riduzione sarebbe scattata non sostituendo il primo giudice in scadenza. Questo impediva a Thomas Jefferson di effettuare una nomina prima che fossero giunti a scadenza due giudici. Mentre Adams procedeva a nominare gli incaricati di queste nuove posizioni durante gli ultimi giorni della sua presidenza, i giornali e i politici dell'opposizione iniziarono a riferirsi ai nominati con il nomignolo di "giudici di mezzanotte". La maggior parte di loro perse però il proprio seggio quando il 7º Congresso dominato dal Partito Democratico-Repubblicano approvò una legge sulla giustizia nel 1802, che aboliva i tribunali di nuova creazione e ripristinando la precedente struttura di potere giudiziario federale.

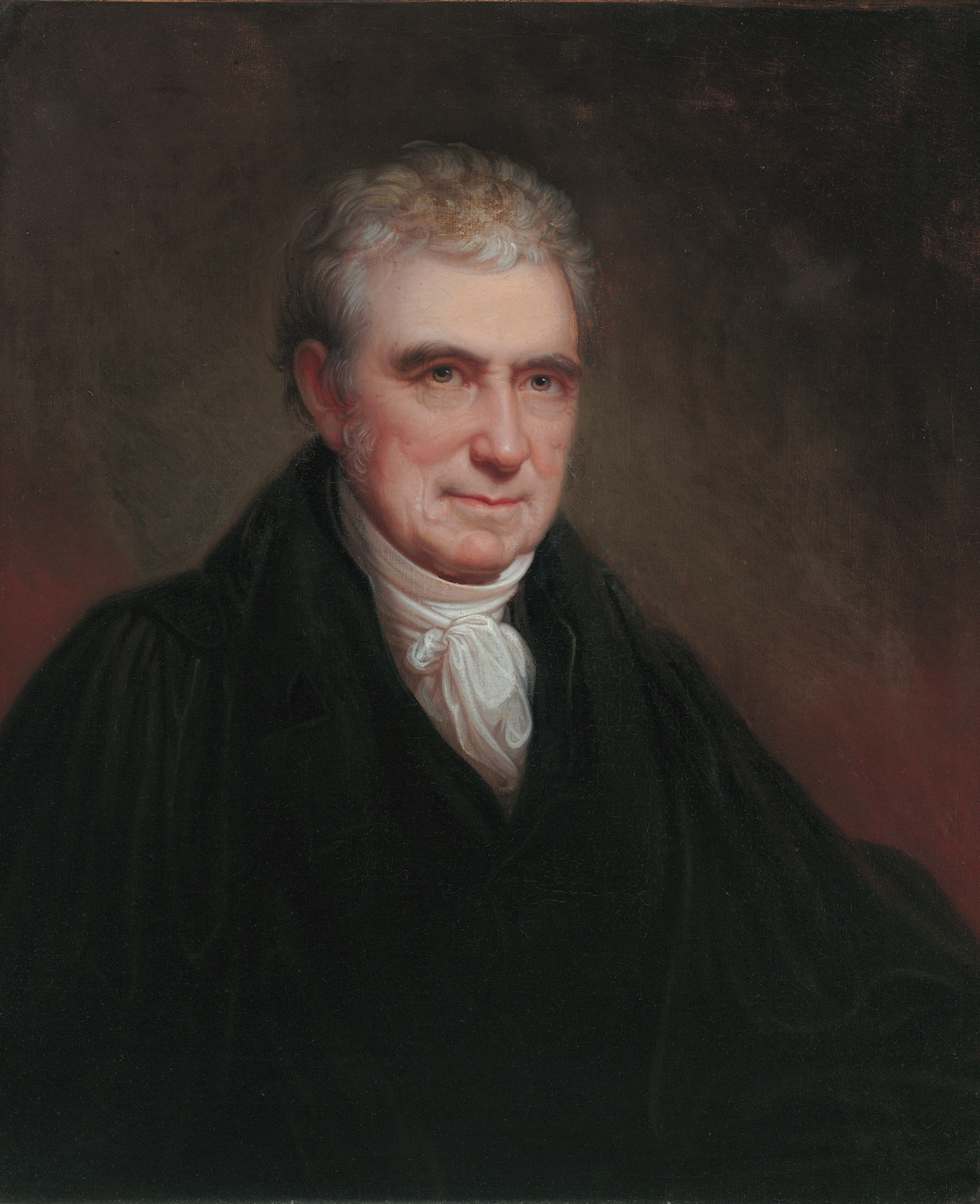
Il Presidente della Corte Suprema John Marshall in un dipinto di Rembrandt Peale.

Dopo aver perso ogni potere alla fine del 1800, i Federalisti concentrarono le loro speranze sulla sopravvivenza della repubblica federale fondata sul sistema giudiziario federale. Nel corso dei 34 anni di John Marshall come Presidente della Corte Suprema la "Corte Marshall" svolse un ruolo decisivo nell'incrementare il potere del Governo federale e nello stabilire il sistema giudiziario come un potere paritario rispetto al potere esecutivo e a quello legislativo nazionale. Più tardi Adams commentò: ""Il mio regalo di dare John Marshall al popolo degli Stati Uniti, è stato l'atto di cui vado più orgoglioso della mia vita".

## Elezioni presidenziali del 1800
Con il Partito Federalista profondamente diviso sulle sue trattative con la Francia e l'opposizione del Partito Democratico-Repubblicano indignato per le leggi Alien and Sedition Acts e per l'aumento del settore militare, Adams affrontò una temibile campagna elettorale. Anche così, la sua posizione all'interno del proprio partito rimaneva forte, sostenuta dalla sua costante popolarità nella Nuova Inghilterra, il bacino elettorale dei Federalisti. Alcuni osservatori allusero persino a una possibile alleanza tra Jefferson e Adams, ma ciò non avvenne.

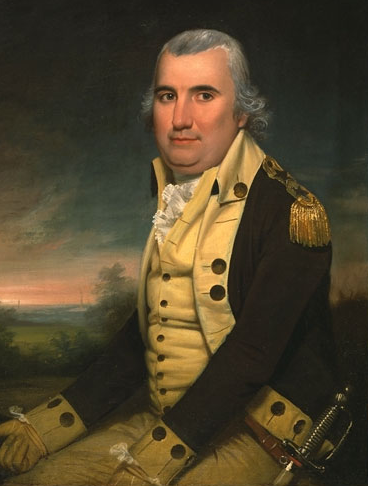
Ritratto di Charles Cotesworth Pinckney.

All'inizio del 1800 i Federalisti al Congresso nominarono Adams e Charles Cotesworth Pinckney per la presidenza; il caucus non indicò esplicitamente quale dei due dovesse essere considerato il candidato alla presidenza e quale alla vicepresidenza. I Democratici-Repubblicani nel frattempo scelsero Thomas Jefferson e Aaron Burr, gli stessi candidati alle precedenti elezioni presidenziali del 1796, ma designarono Jefferson come la prima scelta del partito.
La campagna fu aspra e caratterizzata da attacchi personali malevoli da entrambe le parti. I Federalisti diffusero voci secondo cui i Democratici-Repubblicani erano radicali che avrebbero rovinato il paese con una rivoluzione. Questi invece accusarono gli avversari di volere sovvertire i principi del repubblicanesimo attraverso leggi federali punitive e di favorire l'impero britannico e gli altri paesi della coalizione europea nella guerra contro i rivoluzionari francesi, per promuovere valori aristocratici e antidemocratici.
Alexander Hamilton e i suoi sostenitori assunsero presto un ruolo attivo nel tentativo di sabotare la rielezione del presidente. In ottobre egli scrisse un pamphlet a uso privato in cui si dichiarava che Adams era "emotivamente instabile, soggetto a decisioni impulsive e irrazionali, incapace di coesistere con i suoi più stretti consiglieri e generalmente inadatto a essere un buon presidente". Lavorò anche per persuadere gli elettori federalisti nel New England a non dare il loro voto a Adams, sperando in tal maniera di incrementare le possibilità di Pinckney di vincere. Il pamphlet divenne di pubblico dominio grazie a Burr, che se ne era procurata una copia privata, e fu poi ampiamente diffuso dai Democratici-Repubblicani. Il pamphlet distrusse il Partito Federalista, pose fine alla carriera politica di Hamilton e diede forse il colpo di grazia alle speranze di rielezione di Adams.
Quando si contarono i voti dei grandi elettori, Adams era al terzo posto con 65 voti e Pinckney quarto con 64 (un elettore federalista della Nuova Inghilterra votò per John Jay). Jefferson e Burr erano appaiati al primo posto con 73 voti ciascuno.

Risultati elettorali del 1800.

A causa della parità tra Jefferson e Burr, secondo la Costituzione l'elezione doveva essere decisa dalla Camera dei Rappresentanti. Qui, le delegazioni di ognuno degli Stati federati votarono in blocco, esprimendo un solo voto per Stato; per la vittoria era richiesta la maggioranza qualificata (nove, poiché all'epoca esistevano sedici Stati). Il 17 febbraio 1801, dopo il 36º scrutinio, Jefferson fu eletto con una preferenza di dieci contro quattro (due Stati si astennero). Adams non fu coinvolto nel ballottaggio alla Camera ma in privato si espresse a favore di Jefferson.
Lo storico John E. Ferling attribuisce la sconfitta di Adams a cinque fattori: l'organizzazione più forte dei Democratici-Repubblicani; le divisioni interne nei Federalisti; la polemica che circondò le leggi "Alien e Sediction Acts"; la popolarità di Jefferson nel Sud; e infine l'efficace propaganda di Burr nel suo Stato natale di New York, dove il parlamento statale si spostò dai Federalisti ai Democratici-Repubblicani grazie ad alcuni gruppi controllati dalla sua macchina politica.
Analizzando le cause del crollo Adams scrisse: "Nessun partito che sia mai esistito conosceva se stesso così poco o aveva così vanamente sopravvalutato la propria capacità di influenza e popolarità come il nostro, nessuno ha mai capito così male le cause del proprio potere, o così malamente le ha distrutte".

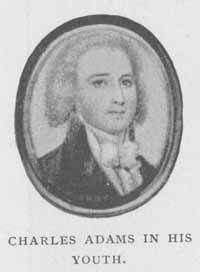
Ritratto di Charles Adams.

Ad aggravare ancora più l'agonia della sconfitta, il secondogenito del presidente uscente, Charles Adams, da lungo tempo affetto da alcolismo, morì alla fine di novembre, appena trentenne. Ansioso di ricongiungersi con la moglie Abigail, che era già partita per il Massachusetts, Adams lasciò la Casa Bianca prima dell'alba del 4 marzo 1801 e quindi non partecipò alla cerimonia d'inaugurazione di Jefferson. Dopo di lui, solo tre presidenti uscenti non hanno partecipato alle inaugurazioni dei loro rispettivi successori.
Il trasferimento del potere presidenziale rappresentò il primo caso in cui si svolse tra due diversi partiti nella storia degli Stati Uniti d'America e stabilì pertanto il precedente per tutte le successive transizioni. Le complicazioni derivanti dalle elezioni del 1796 e del 1800 indussero sia il Congresso sia i singoli Stati a perfezionare il processo attraverso il quale il Collegio elettorale sceglie presidente e vicepresidente.
La nuova procedura fu descritta dal XII emendamento, promulgato nel giugno 1804 ed entrò in vigore per la prima volta con le elezioni presidenziali del 1804.

## Giudizio storico

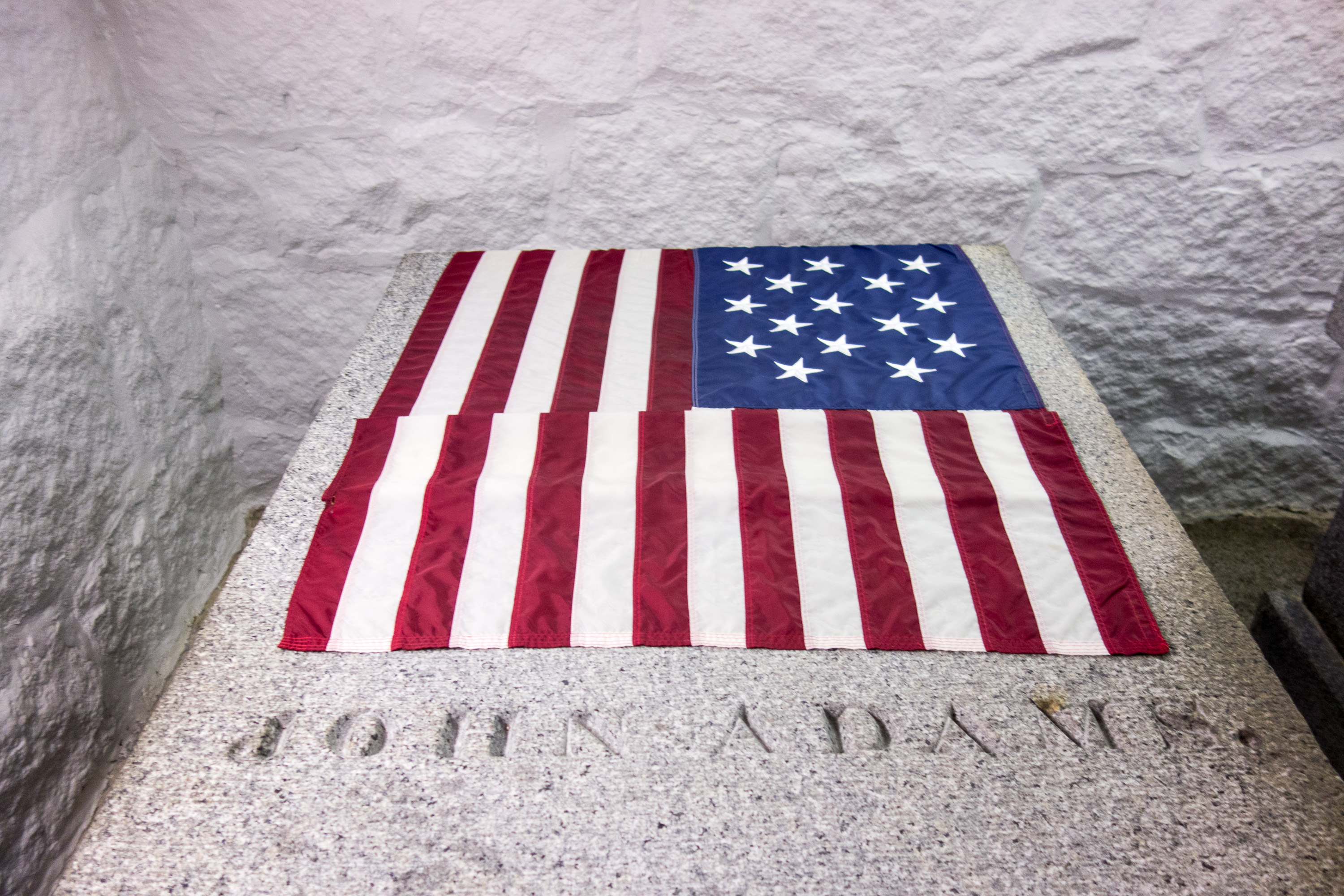
La tomba del presidente a Quincy (Massachusetts).

I sondaggi tra storici e studiosi di scienza politica sull'efficacia dei presidenti degli Stati Uniti vedono in genere John Adams piazzarsi meglio di circa due terzi dei presidenti; lo storico George Herring sostiene che egli ebbe le idee politiche più indipendenti tra i Padri fondatori degli Stati Uniti d'America. Sebbene in linea con le tesi espresse dal Partito Federalista, rimase in un certo qual modo un "partito a sé stante" e fu in disaccordo sia con i colleghi del proprio schieramento sia con il Partito Democratico-Repubblicano di Thomas Jefferson. Fu spesso descritto come "suscettibile", ma la sua insistenza derivava anche dai successi di alcune sue decisioni prese nonostante l'opposizione generale. Adams era spesso pugnace, il che era contrario al suo ruolo di presidente, come ammise egli stesso negli anni della vecchiaia: "[Come presidente] mi rifiutavo di soffrire in silenzio. Sospiravo, singhiozzavo e gemevo, a volte strillavo e urlavo e devo confessare la mia vergogna e il mio dolore per il fatto che a volte anche imprecavo".

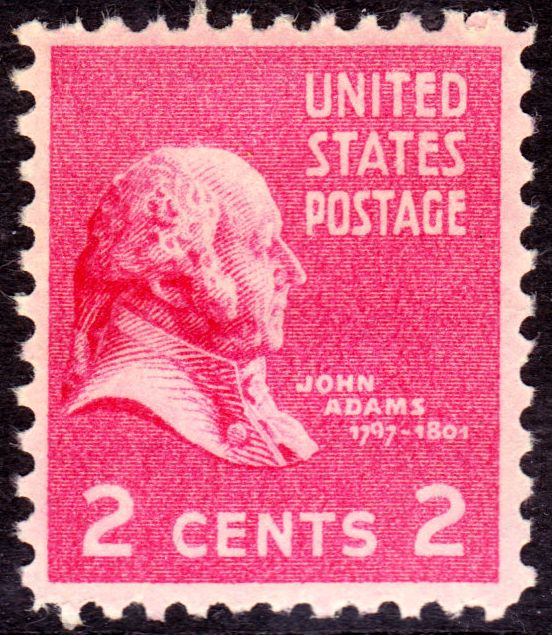
Francobollo commemorativo da due centesimi della serie presidenziale datata 1938.

La decisione di Adams di procedere con le trattative di pace con la Francia e mettere fine alla Quasi-guerra, intaccò in particolar modo la sua popolarità ed ebbe un ruolo importante nella sua sconfitta per la rielezione, tuttavia rimase talmente orgoglioso del risultato diplomatico ottenuto che fece incidere sulla sua lapide la seguente scritta:
"Qui giace John Adams, che si assunse nell'anno 1800 la responsabilità della pace con la Francia" Lo storico Ralph Adams Brown sostiene che, evitando agli Stati Uniti una guerra con la Francia, Adams permise alla nascente nazione di crescere e di evolvere verso la nazione transcontinentale che divenne già alla fine del XIX secolo.
I vari sondaggi tenuti nel corso degli anni tra gli storici e gli studiosi di scienze politiche hanno generalmente classificato Adams come un presidente nella media o al di sopra della media, e uno dei migliori tra coloro che hanno servito per un solo mandato. In un sondaggio C-SPAN del 2017, 91 storici presidenziali hanno classificato Adams al 19º posto tra gli ex presidenti (in calo rispetto al 17° ottenuto nel 2009). I suoi piazzamenti nelle varie categorie di questo sondaggio più recente sono state: persuasione pubblica 22°, capacità di guida in momenti di crisi 17°, gestione dell'economia 15°, autorità morale 11°, relazioni internazionali 13°, capacità di amministrazione 21°, relazioni con il Congresso 24°, visione a lungo termine e pianificazione 20°, perseguimento di una giustizia uguale per tutti 15°, efficacia nel contesto dei tempi 19°.
Un sondaggio del 2018 della sezione "Presidenti e politica di governo" della "American Political Science Association" ha posto Adams al quattordicesimo posto come miglior presidente di tutti i tempi.

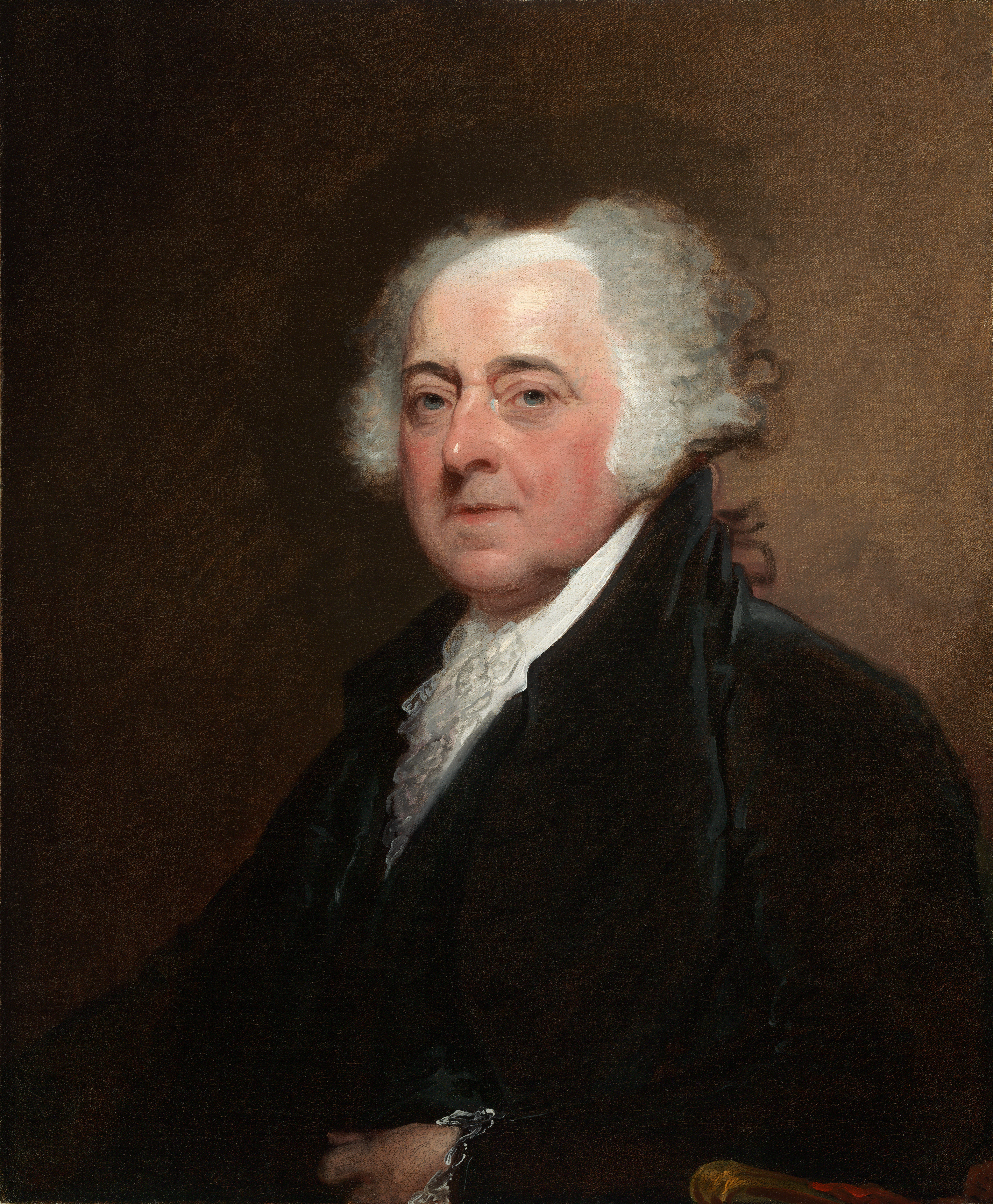
Ritratto del presidente in un dipinto di Gilbert Stuart.

"Coat of Arms" del presidente.

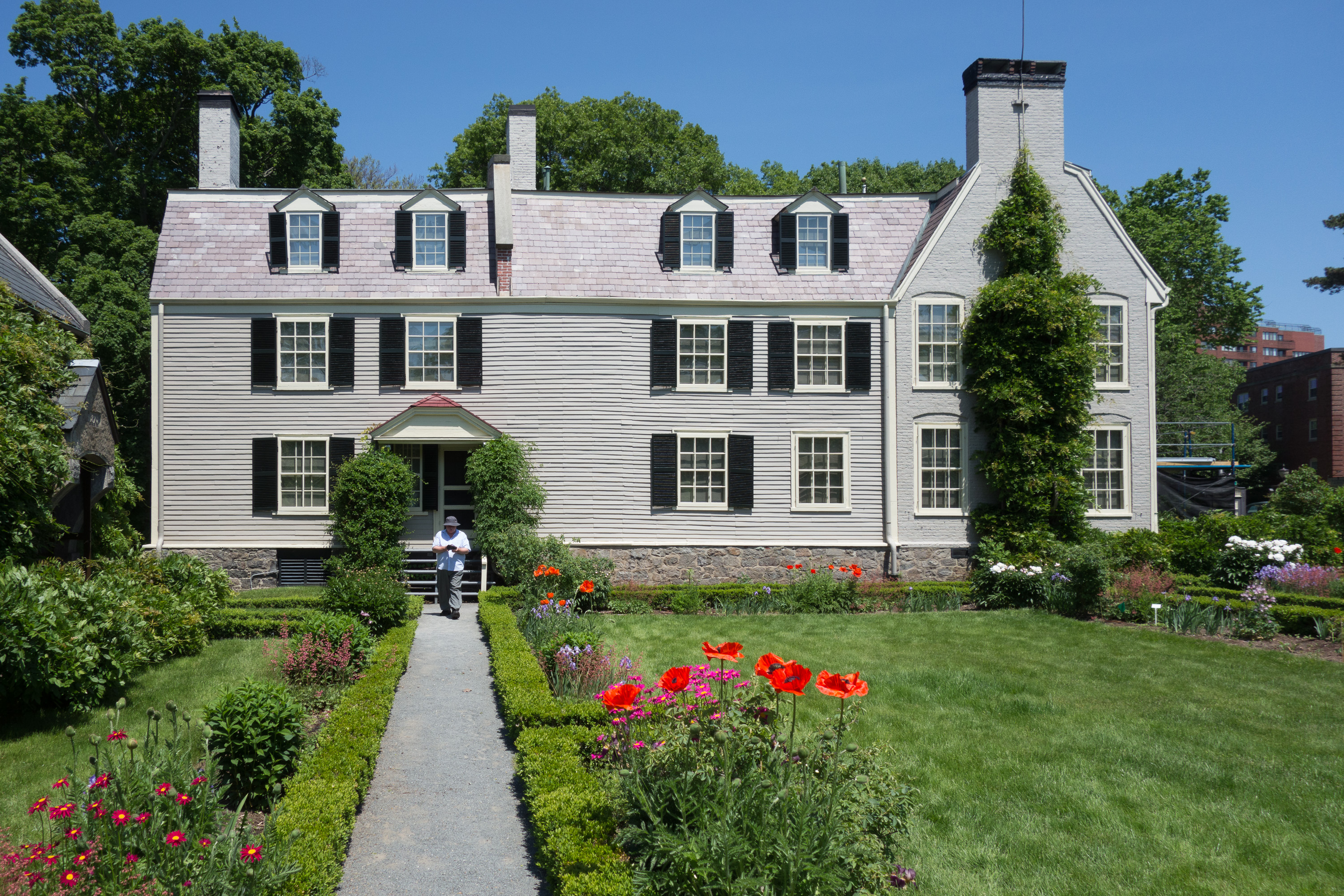
Peacefield, la residenza della famiglia Adams a Quincy (Massachusetts), parte dell'Adams National Historical Park.

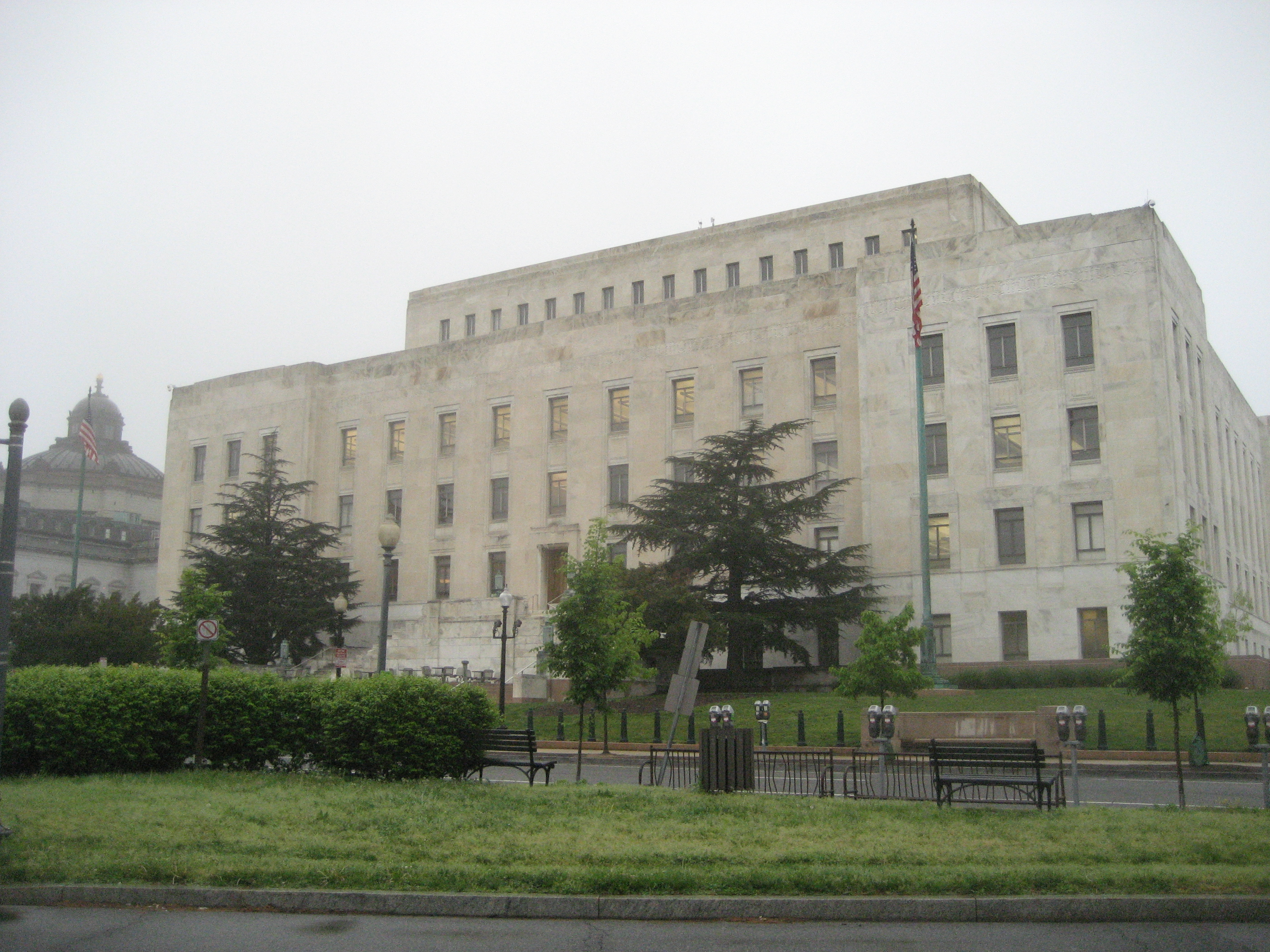
Il John Adams Building a Washington.

### Altre letture
- Akers, Charles W. (2002). "John Adams" in Graff, Henry, ed. The Presidents: A Reference History (3rd ed.). New York, New York: Charles Scribner's Sons. ISBN 0684312263. online.
- Brinkley, Alan, and Davis Dyer, eds. (2004). The American Presidency. Boston: Houghton Mifflin. ISBN 0-618-38273-9.
- Freeman, Joanne B. (2001). Affairs of Honor: National Politics in the New Republic. New Haven, Connecticut: Yale University Press. ISBN  0-300-09755-7.
- Grant, James D. (2005). John Adams: Party of One. New York, New York: Farrar, Straus and Giroux. ISBN 0-374-11314-9.
- Howe, John R. Jr. (1966). The Changing Political Thought of John Adams. Princeton, New Jersey: Princeton University Press. LCCN 66-10272.
- Sharp, James Roger (1993). American Politics in the Early Republic: The New Nation in Crisis. New Haven, Connecticut: Yale University Press. ISBN 0-300-06519-1.
- White, Leonard D. (1948). The Federalists: A Study in Administrative History. New York, New York: Macmillan.